# 山縣雄杜三
山縣 雄杜三（山県 雄杜三、やまがた おとぞう、1871年 - 1941年）は、日本の教育者、神学者、歴史学者、聖職者。立教大学教授、聖公会神学院教授、日本聖公会の聖職者。教会史の権威で、東京聖三一教会、府中聖マルコ教会で司牧。

## 人物・経歴
立教大学校（現・立教大学）に入学。1883年（明治16年）に築地で創設された米国式カレッジの立教大学校には日本の野球の先駆けとなる野球チーム（現・立教大学野球部）があり、試合は新橋停車場内の広場で行われていたが、山縣は優勝チームの選手の一員として活躍した。
留学し、神学士（Bachelor of Theology）の学位を取得。
その後、立教大学でチャプレンを務め、立教大学文学部の教授としても基督教史を教えた。
その他、聖三一神学校（のち聖公会神学院）教授、女子神学校教師を務め、東京聖三一大聖堂（立教教会）、府中聖マルコ教会で司牧し、基督教週報の主筆を長年に渡り担った。
1910年（明治43年）に立教大学創設者のウィリアムズ主教が亡くなった際には、日本聖公会の有志がウィリアムズの出身地であるバージニア州リッチモンドの墓地に追悼の記念碑を建てるが、山縣はその碑文として、「道を伝えて、己を伝えず」とウィリアムズの生き方を表す内容の言葉を撰文し、元田作之進（立教大学初代学長）が執筆した。
1923年（大正12年）に関東大震災によって、立教大学池袋キャンパスのレンガ校舎も大きな被害となったが、アメリカでの米国聖公会の復興募金活動によって修復工事がなされ、1925年（大正14年）11月7日に修復感謝礼拝が行われた。その中で、山縣は「図書館、体育館、チャペルは『立教の三兄弟』と捉え『知育』『体育』『徳育』を象徴するものである。」と語るとともに、「チャペルは立教の心臓である」とのジャパン・アドバタイザーの記事を紹介し、「チャペルは、立教の特殊な色彩をもつ徳育を象徴するものである。」と述べた。
また、上記と同様の内容を、同1925年に発刊された『基督教週報』第51巻10号に「立教の三兄弟」というタイトルで寄稿している。こうした立教大学が持つアイデンティティや、山縣の想いも繋がり、2013年4月に池袋キャンパスに開設されたポール・ラッシュ・アスレチックセンターを始めとする、近年のスポーツ施設の充実化や、2023年4月のスポーツウエルネス学部の開設など、スポーツ教育の進展が図られている。
1927年（昭和2年）、ポール・ラッシュ（立教大学教授）によって立教大学に米国聖アンデレ同胞会日本支部が発足し、青年運動団体として結成されるが、根岸由太郎（立教大学教授）が会長に就き、山縣はチャプレンを務めた。1931年(昭和6年)には、米国聖アンデレ同胞会日本支部が米国から独立し「日本聖徒アンデレ同胞会（BSA）」が発足すると、初代会長に根岸由太郎、チャプレンに山縣が就任した。

## 主な著作
- 『大闢王伝』山縣雄杜三 著 警醒社 1894年6月
- 『教會史要』ジョン・デヴィス編著 小林彦五郎,山縣雄杜三合訳 日本聖公会出版会社 1898年12月
- 『教会史要 第3巻 (査列曼帝至宗教改革)』山縣雄杜三 著 東京三一神学校蔵版 1905年8月
- 『聖馬太伝註釈』ゼームス・ハインド 著 山縣雄杜三 校 日本聖公会出版社 1910年3月
- 『密室の祈祷』ウィルキンソン 著 山縣雄杜三 訳 普光社 1910年8月
- 『公会入門』山縣雄杜三 著 普光社 1910年11月
- 『基督人物考』ジェ・エチ・ピー・マスタマン 著 山縣雄杜三 訳 普光社 1911年
- 『信者訓』エ・ダブリユ・スナイダー 著 山縣雄杜三 訳 普光社 1911年6月
- 『神と世界 : 思想史概観』アーサ・ロビンソン 著 山縣雄杜三 訳 日本聖公会出版社 1919年
- 『英国教会史』山縣雄杜三 著 知新書房 1948年
- 『公会入門』明治四十三年・識別番号八二四四三一 ペーパーバック 山縣雄杜三 著 キリスト教図書部 2023年2月11日